# Hadrurochactas
Genre
Hadrurochactas est un genre de scorpions de la famille des Chactidae.

## Distribution
Les espèces de ce genre se rencontrent dans le Nord de l'Amérique du Sud

## Liste des espèces
Selon The Scorpion Files (25/02/2025) :
- Hadrurochactas araripe Lourenço, 2010
- Hadrurochactas brejo (Lourenço, 1988)
- Hadrurochactas cristinae Ythier, 2018
- Hadrurochactas machadoi González-Sponga, 1993
- Hadrurochactas mapuera (Lourenço, 1988)
- Hadrurochactas odoardoi González-Sponga, 1985
- Hadrurochactas polisi (Monod & Lourenço, 2001)
- Hadrurochactas schaumii (Karsch, 1880)
- Hadrurochactas tumucumaque Ythier & Lourenço, 2024

## Systématique et taxinomie
Ce genre a été décrit par Pocock en 1893. Il est placé en synonymie avec Broteochactas par Kraepelin en 1899. Il est relevé de synonymie par González-Sponga en 1978.

## Publication originale
- Pocock, 1893 : « A contribution to the study of neotropical scorpions. » Annals and Magazine of Natural History, sér. 6, vol. 12, p. 77–103 (texte intégral).